# アリー・ハーメネイー
アーヤトッラー・セイイェド・アリー・ホセイニー・ハーメネイー（ペルシア語: علی حسینی خامنه‌ای, ラテン文字転写: Āyatollāh Seyyed `Alī Ḥoseynī Khāmene'ī, 発音 [ɔːjætoˈlːɔːh seˈjːed ʔæˈliː hosejˈniː xɒːmeneˈʔiː] ( 音声ファイル), 1939年4月19日 - ）は、イランの政治家、法学者。同国最高指導者（第2代）、大統領（第3代）。日本ではハメネイ師と表記されることが多い。
1979年のイラン革命後、イスラーム革命評議会議員、国防次官、イスラム革命防衛隊司令官、大統領、最高国防会議議長を歴任。1989年6月4日、イランの最高指導者に選出された。民族的にはペルシア人ではなくアゼリー人（アゼルバイジャン民族）である。

## 宗教指導者
小学校卒業後は、父に内緒で中学校に通い、その後はまずマシュハドの王立神学校でイスラーム諸学、特にアラビア語を学び、1958年より2年間イラクのナジャフで神学を学んだ。その後ゴム市に赴き、ホメイニーの下で1964年までイスラーム法学を学んだ。
ホメイニーの弟子かつ重要な同志であり、現在では大アーヤトッラーの称号を持つが、彼は最高指導者の地位に就くまでは法学者として最高の位階にあったわけではないため（後述）、現在でも法学権威（模倣の源泉、マルジャエ・タクリード）として最良であると見なされているわけではない。
ハーメネイーは、イスラーム法の広い知識を有しているが、ゴム市の一部の活動家は、彼の権威を認めていない。この事実は、現政権の指導者の多くがゴム市の宗教学校出身であるのに対して、ハーメネイーはマシュハド市で宗教教育を受けたことに一因があるが、マシュハドおよびゴム市の宗教学校の学生中には多くの支持者を有する。イスラム革命防衛隊、商人、聖職者の大多数も、彼の支持者である。

## 反帝政闘争
1962年ホメイニーの呼びかけにより、ゴム市が蜂起。この蜂起において、ハーメネイーは、ゴム市に滞在しつつ、マシュハド市の宗教・政治活動家と連絡を取っていたが蜂起は鎮圧されハーメネイーは数回投獄された。その後はハーシェミー・ラフサンジャーニー等の別組織と協力して、反帝政秘密組織の再建に取り組んだ。この秘密組織は、イラン革命で大きな役割を果たし、革命後はイスラーム共和党に再編された。

## イラン革命

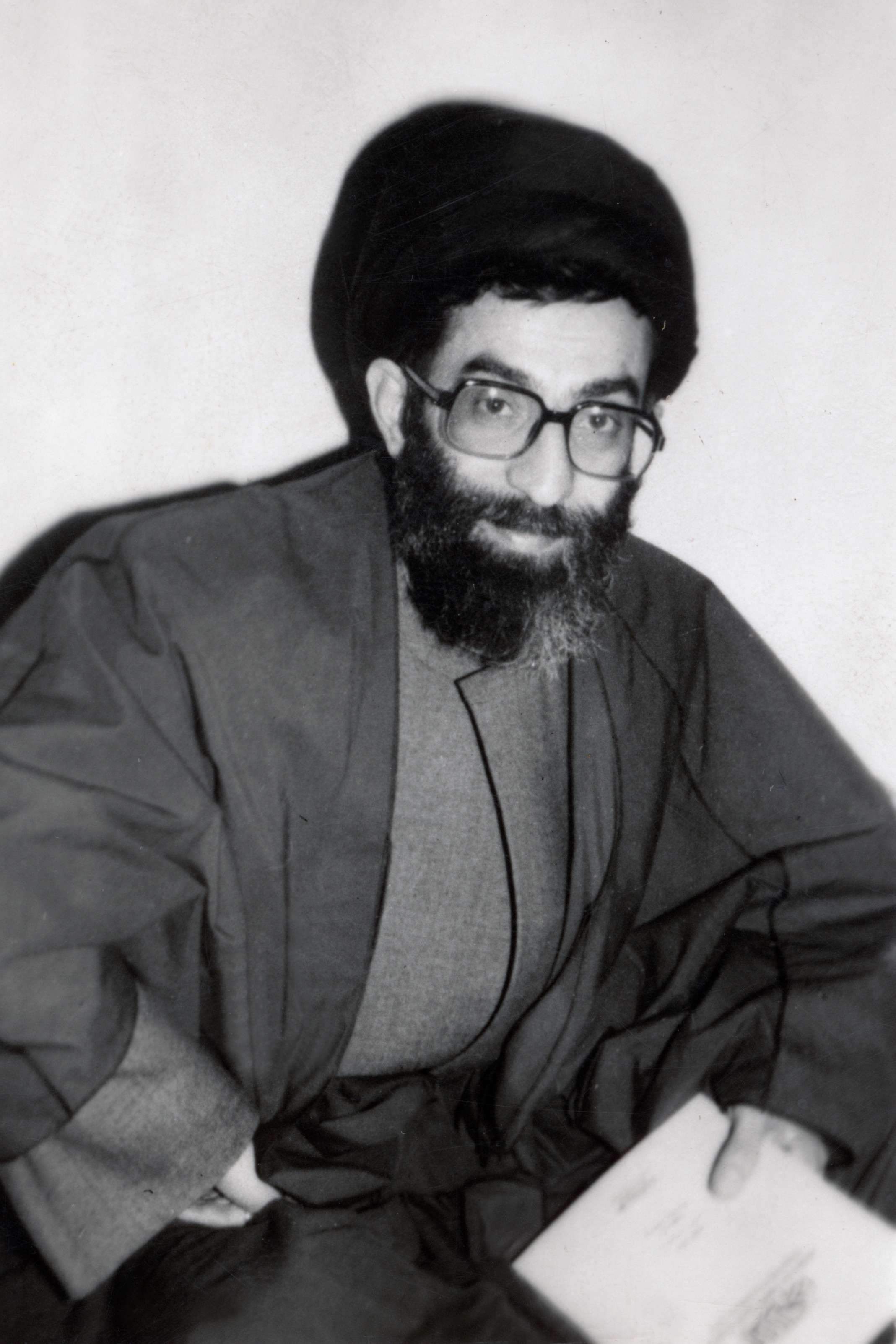
イラン革命後（1979年）

革命後、ハーメネイーは、イスラーム革命評議会議員、国防次官（法学者代表）、イスラム革命防衛隊司令官、テヘラン市の金曜礼拝導師、第1期マジュリス（議会）代議員、最高国防会議におけるホメイニーの顧問を歴任。
1981年、モハンマド・アリー・ラジャーイー大統領の暗殺後、大統領に選出され、1985年に再選した。

## 最高指導者

### 1990年代
1989年6月にハーメネイーが最高指導者に選出されたのは、保守派の闘う法学者協会と改革派のハーシェミー・ラフサンジャーニーの利害の一致のためだった。彼は候補者の中で最も若く、当時大統領だったラフサンジャーニーは、改革推進において彼の協力を当てにしていた。一方、保守派の宗教・政治指導者は、余り権威のないハーメネイーが自分達の影響下に入るものと予想していた。そもそもホメイニーの後継者として指名されていたホセイン・アリー・モンタゼリーが失脚してから時間がなく、ハーメネイーの最高指導者への選出は既定の路線ではなかった。
モンタゼリー失脚時点では、憲法に最高指導者はマルジャエ・タクリード（大アーヤトッラー）でなければならないという規定が存在したが、モンタゼリーにかわる、大アーヤトッラーの地位をもつ好ましい後継者が見つからなかった（当時イラン国内に存在した大アーヤトッラーは、ホメイニー、モンタゼリーを除き全て体制中枢から距離を置いていた）ため、ホメイニーは大アーヤトッラーでなくとも最高指導者の地位に就けるようにイラン・イスラーム共和国憲法第109条の改正を行い、親体制派の聖職者たちに対して道を開いた。
ホメイニーはシーア派十二イマーム派におけるイスラム法学者の位階の最高位マルジャエ・タクリード（大アーヤトッラー）であったが、ハーメネイーは長くホッジャトル・エスラーム（位階の第三位）にすぎず、この時昇格してもなおアーヤトッラーであり、マルジャエ・タクリードには届いていない。当初、最高指導者はマルジャエ・タクリードでなければならないとされていたため、ハーメネイーの権威に傷が付くことになったのである。
最高指導者となったハーメネイーは、1997年まで、政治の舞台では保守派の味方についた。ハーメネイーは、1989年から1997年まで大統領だったラフサンジャーニーに目に見える支援を与えなかった。このことは、「専門家会議」を支配するコム出身の宗教活動家側からの非難を懸念したからだとされる。その外、ラフサンジャーニーは、ハーメネイーと自分を対等と考え、彼に圧力を加えようとすらした。
1990年代に核兵器の開発に対して反対の立場を示し、ファトワ(宗教的な法令)を発布したとされている。
1992年の議会選挙前日、闘う法学者協会の指導者、並びにラフサンジャーニーとの協議中、左派の勝利を許さないことが決定された。その結果、左派の活動家は、議席を得ることができなかった。議会の保守派は、強力な派閥を形成したが、ラフサンジャーニーの予想に反して、政府に協力しなかった。ハーメネイーは、保守派の圧力の下、サウジアラビアとの協力、対米関係の一部正常化、創作従事者党の創設等で、大統領を再三批判した。ハーメネイーとラフサンジャーニー間の不一致は、1997年の大統領選挙までに鮮明に現れた。ハーメネイーは、闘う法学者協会から立候補したアブドッラー・ナーテグ＝ヌーリーの支持を明言し、ラフサンジャーニーは、モハンマド・ハータミーの勝利のため、闘う法学者協会の影響力低下に関するあらゆる措置を採った。
2千万人以上の国民が選出したハータミーの勝利は、ハーメネイーに自分の立場の再検討を余儀なくさせた。彼は、新大統領の方針が客観的に社会の要求に応えているとの結論を下した。保守派の宗教・政治運動支持者中には、国民中の人気の急激な低下によって引き起こされた重大な見解の相違が生じた。若干の権威ある宗教活動家、学生及びイスラム革命防衛隊の代表は、過激な保守派の政策に不満を示した。 
1994年12月、マルジャエ・タクリード（大アーヤトッラー）であるモハンマド・アリー・アラキーが死去したのち、専門家会議はハーメネイーをマルジャエ・タクリードとして認めると宣言した。モハンマド・シーラーズィ、ホセイン・アリー・モンタゼリー、ハサン・タバータバーイー・ゴミーなど、何人かの反体制派およびイラン国外の大アーヤトッラー・アーヤトッラー達はハーメネイーを大アーヤトッラーとして認めることを拒否した。 
また、政治経験は豊富であっても、法学における業績が乏しいハーメネイーを大アーヤトッラーとして認める慣例に反した決定にはイラン国内からの反発も強く、 ハーメネイーは自ら、12月18日には、イラン国内におけるマルジャエ・タクリードとしての役割を辞退する声明を発表した。 
1999年後半、イラン情報省職員による改革派政治家の暗殺が暴露されたが、その組織者の中には、ハーメネイーが信任する情報省次官もいた。1999年中盤までに、国内情勢は、危機的状況にまで悪化した。ハーメネイーは、ハータミー等と協議し、左派・右派を問わず過激派の出現を許さないことに決めた。彼は、法治主義、並びに憲法で規定された権利と自由の保障を志向した政府の方針への同意を表明した。
ハータミー政権との妥協の結果、デモ鎮圧時に職権を濫用した法秩序警備軍将校が刑事起訴され、情報相、司法権の長、貧民財団総裁等が解任された。その一方で、1999年-2000年中、20紙以上の新聞紙が閉鎖に追い込まれ、若干のジャーナリスト及び社会・政治活動家が処罰された。
ハーメネイーは、国際舞台でのハータミーの努力を支持した。彼は、ドイツ人企業家の釈放の指示を下し、イスラエルのためのスパイ行為で死刑判決を受けていたユダヤ系イラン人に対する判決を差し戻した。
ハータミー政権において、ハーメネイーは、行政権の政策を支持することで国民中の人気をつなぎとめ、他の権威ある宗教活動家からの圧力をかわすことに力を注いでいる。

### 2000年 - 2010年代

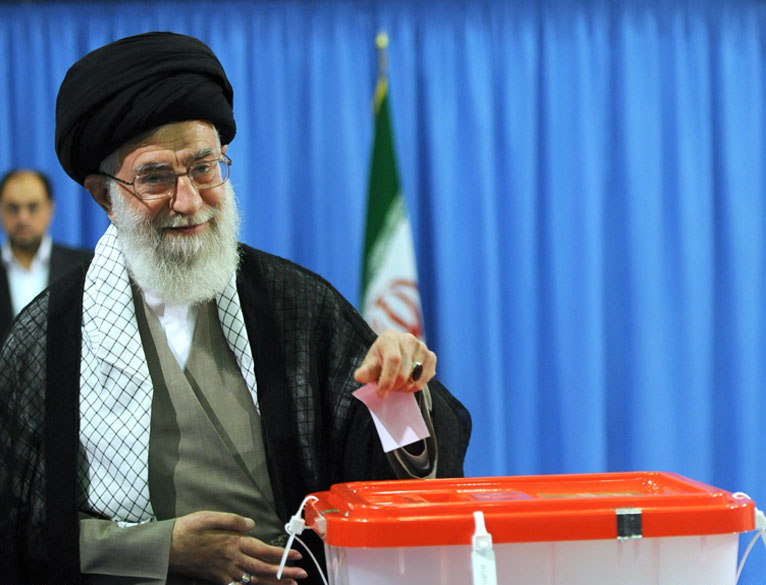
2013年イラン大統領選挙で投票するハーメネイー

2009年6月13日に保守派に属するマフムード・アフマディーネジャードが圧倒的な勝利で大統領に再選されると、敗れた改革派候補で元首相のミール・ホセイン・ムーサヴィー陣営が不正選挙を主張し、選挙のやり直しを求め、支持者らによる大規模なデモ・暴動に発展した。ハーメネイーは2009年6月19日に金曜礼拝で「今、イランは冷静になることが必要だ」と演説し、イラン国民への自制の呼びかけと改革派のデモ終結を要求したが、それでも改革派市民によるデモ・騒乱は収まらなかった。今回の騒乱により、イスラム共和制をとるイランの現体制の権威が傷つくこととなった。
なお、ハーメネイーやイラン政府はこの事件の背後には欧米とは異なる新しい道を歩む現体制を転覆させようと再三イランを国際的、国内的に干渉している外国の影があると主張している。
2010年2月にハーメネイーは演説でこの選挙後の出来事は、一部の人々の誤った推測や無知から発生したとし、「（外国や共和国内部の体制の転覆を目論む）敵は、これらの出来事を利用することで、イラン・イスラム共和国を弱体化させようとしたが、これらの出来事は、体制の弱体化につながらなかったばかりか、これまで以上にイスラム体制が力をつける要因となった」と述べ、また、長年に渡る外国の干渉（内政干渉と国際的な干渉）に今年も我々は勝利し、革命を守りぬいたとも述べている。
2010年1月にはイラン情報省海外担当次官が、大統領選挙後のデモの発生に何年も前からイランの政権の転覆を目的としてきたアメリカ合衆国とヨーロッパの財団・機関などが関与していた事実があったとして「ソフトな戦争」（内政干渉など）を仕掛ける60の欧米団体の実名をイランのメディアに対して公表し、この侵略的な体制転覆計画はアメリカ、イギリスの国家機関等がこれらの団体を使って行わせており、今までにかなり多くの予算が正式に割り当てられていると主張した。また、これらの団体は表面上諜報機関とはわからないように装って活動しているとしている（『Iran紙』2010年1月5日付）。
詳細は「イラン#イランに対するアメリカ合衆国の政策」「アメリカ合衆国とイランの関係#対イラン干渉2009年〜2010年」参照。ハーメネイーの西側諸国への主張に関しては「イランの主張」または上記の脚注につけた公式サイトのリンク先を参考。

### 2020年代
2022年9月に入って腹痛と高熱に見舞われるなど体調を崩して一時は重篤となったが、腸閉塞の手術を受け容態は改善し、その後も医師団による観察が続いていると報じられた。
2024年7月31日、自身が支援したパレスチナのイスラム組織ハマースの最高指導者のイスマーイール・ハニーヤがイランのテヘランで暗殺されたことに衝撃を受け、ハニーヤを暗殺とされるイスラエル軍への報復攻撃を想定した軍事計画を策定するよう、イラン革命防衛隊に指示した。
イスラエルが2025年6月13日に行ったイランへの攻撃で、核開発に携わる科学者らが死亡したことを受け、報復を宣言した。

## 暗殺計画
2025年6月のイラン・イスラエル戦争において、以国のネタニヤフ首相はハーメネイーの暗殺計画も選択肢に存在すると発言した。イスラム革命体制の転覆については「それを意図はしないが、必然的にハーメネイーの失脚により起きるだろう」と体制転覆も示唆した。ただし同盟国のアメリカ合衆国のトランプ大統領はイランへの攻撃には賛成しつつも、ハーメネイーの暗殺には否定的でやるべきでないと主張した。

## 人物
マシュハド市出身。彼の父であるジャヴァド・ハーメネイーはマシュハド在住の大アーヤトッラー（高位ウラマー）で、東アーザルバーイジャーン州ハーメネの出身でアゼルバイジャン人。母は、同じくマシュハドの著名なウラマーであるセイイェド・ハーシェム・ナジャファーバーディーの娘で、ヤズドの家系。
ペルシア語、アラビア語、アゼルバイジャン語、トルコ語、ロシア語を話し、英語も理解する。ペルシア文学と伝統的な民族音楽を趣味とし、原稿の準備なしに長時間演説できる雄弁家である。1981年に爆弾テロにあった後遺症で、右手が不自由。
弟のハーッジ・ハーメネイーは国会議員であり、改革派に所属。また、ハーメネ出身の改革派の政治家ミール・ホセイン・ムーサヴィーとは従兄弟の関係にある。
次男のモジタバは、公職には就いておらず公に姿を見せることはまれであるが、イランの情報・治安機関の重要人物とつながりがあり、後継者の一人と目されていた。しかし、2025年にイスラエルから攻撃を受けた際、ハーメネイーが指名した3人の後継者候補に次男は含まれていなかった。
妹の息子で、耳鼻咽喉科医師のマフムード・モラドハニは、父親が政教分離を主張して失脚したため留学のための旅券発行を拒否された。中東諸国を経由してフランスに亡命し、イスラム革命体制を批判していたが、マフムードの妹でイラン国内に留まるファリデはマフサ・アミニの死に端を発する抗議デモで2022年11月に拘束された。